# Коронавірусна хвороба 2019 у Гвінеї-Бісау
Коронаві́русна хворо́ба 2019 у Гвіне́ї-Біса́у — розповсюдження пандемії коронавірусу територією Гвінея-Бісау.
Перші 2 випадки появи коронавірусної хвороби було виявлено на території Гвінеї-Бісау 25 березня 2020 року.

## Хронологія
25 березня прем'єр-міністр Гвінея-Бісау Нуно Гомес Набіам заявив, що в країні зареєстровано перші два випадки коронавірусу. Інфікованими виявилися: конголезький працівник ООН та громадянин Індії, їх обох помістили в карантин. Також було повідомленно, що робота громадського транспорту буде призупинена для обмеження поширення вірусу.